# بول فينش (كاتب)
بول فينش (بالإنجليزية: Paul Finch)‏ (1964، لانكشر في المملكة المتحدة)؛ كاتِب، سيناريست، منتج أفلام، صحفي، ممثل، ضابط شرطة وروائي بريطاني.

## روابط خارجية
- بول فينش على موقع IMDb (الإنجليزية)
- بول فينش على موقع ميوزك برينز (الإنجليزية)
- بول فينش على موقع قاعدة بيانات الفيلم (الإنجليزية)